# Agustin Anievas
Agustin Anievas (1934) is een Amerikaans pianist, gespecialiseerd in het uitvoeren van werk van Frédéric Chopin, Franz Liszt en Sergei Rachmaninoff.
Anievas debuteerde in 1952 op 18-jarige leeftijd en studeerde daarna aan de Juilliard School of Music bij Olga Samaroff en Edward Steuermann, waar hij zijn Bachelor en Master behaalde in 1974. Hij won de eerste Internationale Mitropoulos Competitie voor Pianisten in 1958 en was laureaat van de Koningin Elisabethwedstrijd in België. Platenmaatschappij EMI heeft een grote catalogus met Anievas' uitvoeringen en opnamen op hun Forte Label.
Anievas werd later artist in residence en muziekdocent aan het Brooklyn College Conservatorium.